# La Passió d'Esparreguera
La Passió d'Esparreguera és una representació de la Passió de Crist, realitzada amb escenografia pròpiament teatral i amb diversos intèrprets. El poble d'Esparreguera es mobilitza per fer realitat les representacions. Independentment dels textos, el fet tradicional persisteix. Cada any es representen una desena de representacions, que tenen lloc al Teatre de la Passió, un gran equipament teatral inaugurat el 1969 i dissenyat específicament per a les representacions de passions. Juntament amb La Passió d'Olesa de Montserrat és una de les "passions" més grans i conegudes de Catalunya.

## Origen
La Contrareforma, impulsada per l'església catòlica a partir del Concili de Trento (1545-1563) fa que el drama sacre passi al carrer, on en mans bàsicament dels gremis, les confraries o bé de les comunitats rurals s'estructura en 3 o 4 actes, segons l'ús de l'època. A partir del segle xvii les representacions experimenten una gran difusió popular i proliferen molts textos diferents, que segueixen més o menys les versions tradicionals. L'autoritat eclesiàstica, però, aconsegueix depurar i unificar les diferents versions popularitzades i així s'arriba al text atribuït a Fra Antoni de Sant Jeroni, publicat a Vic l'any 1773, que en realitat és una mena de recull de les diferents versions existents. Aquest text, és el que es va representar a Esparreguera fins als anys quaranta.
Les primeres notícies de la representació de la Passió a Esparreguera són de principis de segle xvii (1611) on, fins a mitjan segle xix, les funcions, abans de tancar-se en teatres, tenien el carrer com a marc natural de representació. A partir d'aquells anys, les representacions passen per diferents espais teatrals públics o privats i tot el drama s'estructura com una obra de teatre clàssica que es representa partida, amb una primera part al matí sobre els tres anys de vida pública de Jesús i una segona part a la tarda amb la passió, mort i resurrecció de Crist.
Durant la post guerra, es comença a plantejar la substitució del text utilitzat fins aleshores, i se'n representen de diferents entre els anys 1944-1951 i 1952-1959. Finalment, el poeta local Ramon Torruella, n'escriu una nova versió que s'estrena l'any 1960 i que és la que es representa actualment, estructurada en dues sessions (quatre actes i fins a 35 quadres).

## Dramatúrgia
La Passió d'Esparreguera es representa, amb algunes variacions segons els anys, alguns dissabtes i tots els diumenges i dies festius des de l'inici de la quaresma fins a la primera setmana de maig (excepte Diumenge de Rams, Divendres Sant i Dilluns de Pasqua), i és molt més que una celebració teatralitzada de la Passió, Mort i Resurrecció de Nostre Senyor Jesucrist. Es tracta d'un espectacle teatral de gran magnitud, realitzat amb unes condicions tècniques excepcionals i extraordinàriament efectistes, però a més és la posada en escena d'una tradició secular, viscuda d'una manera molt intensa per la gran quantitat d'actors i figurants, tots amateurs, que hi participen, i que comptant els que treballen entre bambolines i els que d'alguna manera hi col·laboren reuneix al voltant de l'organització i representació de la Passió prop d'un miler persones. En molts casos és una tradició transmesa de pares a fills; molts dels actors han començat a participar-hi, de petits, com a figurants, per anar pujant llocs en l'escalafó artístic fins a arribar als papers més importants. Altres col·laboradors, potser no han sortit mai a l'escena, però es troben igualment vinculats a aquesta gran festa des dels llocs de responsabilitat tècnica: escenografia, tramoia, trucatge, il·luminació, o en qualsevol altra tasca de suport.
La música de La Passió d'Esparreguera és del mestre esparreguerí Josep Borràs  i va ser cedida al Patronat de La Passió d'Esparreguera. Es toca i es canta en directe a cada representació a càrrec de l'Orquestra de La Passió i de la Coral de La Passió d'Esparreguera, que actualment és una entitat autònoma.

## Coral
La Coral de La Passió d'Esparreguera és una entitat composta d'una trentena de cantaires. L'any 1978 s'inicià com a coral estable, amb una formació permanent per tal de cobrir totes les necessitats del cant coral durant tot l'any. L'any 1990 estrena l'obra El comte Arnau amb l'acompanyament de piano i rapsodes, harmonitzada pel seu director Carles Sagarra. El 1994 enregistrà, en català, dos cassets de cant religiós –Una veu exultant- de mossèn Josep Solé.
Al concert de Nadal del 1998, a la sala gran de La Passió d'Esparreguera i amb l'Orquestra Simfònica Europea, interpretà l’Al·leluia de La Passió, del mestre Josep Borràs, les Danses Polovtsianes i El Danubi Blau, obres de Borodian i Richard Strauss, respectivament, a la direcció de Christian Florea. El 2001 participà en l'enregistrament d'un concert als estudis de COM Ràdio de Barcelona, que va ser emès el dia de Nadal. El 2005, i com a estrena d'Esparreguera com a Capital de la Cultura Catalana, participà en l'espectacle Nadales del Món dirigida per Jordi Usan.
El mes de juny de 2014 va cloure el curs amb un concert teatral amb fragments de sarsueles com Bohemios, Doña Francisquita i Cançó d'Amor i de Guerra, entre d'altres, actuant com a solistes Olga Aurín i Daniel Casas, i al mes de setembre va actuar, com a cor, a la sarsuela Bohemios en els actes commemoratius del retorn de les despulles d'Amadeu Vives al seu poble natal, Collbató. A més de fer els clàssics concerts amb la interpretació de nadales i cançons d'altres èpoques.